# 전보미
전보미(田寶美, 1987년 5월 5일~)는 대한민국의 배우이다. 배우 전운의 손녀이다.
1987년 어린이날(1987년 어린이 날은 석가탄신일이기도 하다.)에 태어났다. 2007년 연극배우로 활동을 시작하였으며, 2009년 영화 《킹콩을 들다》의 조연으로 출연, 영화배우로도 데뷔하였다.

## 출연작

### 연극
- 2007년 《길섶의 들풀꽃》
- 2011년 《내일은 챔피언》

## 영화
- 2009년 《킹콩을 들다》 ... 이현정 역
- 2012년 《간첩》 ... 편의점 알바생 역
- 2012년 《강철대오: 구국의 철가방》 ... 룸메이트 역
- 2013년 《노 브레싱》 ... 하나 역

## 드라마
- 2011년 SBS 주말드라마 《여인의 향기》
- 2014년 SBS 금토드라마 《갑동이》 - 기자 역 (특별출연)

## 가족 관계
- 할아버지 : 전운 (1938년 11월 3일 ~ 2005년 3월 26일)
- 아버지 : 전현철
- 어머니 : 박현숙
- 오빠 :
- 동생 :